# ماساشی مییازاوا
ماساشی مییازاوا (انگلیسی: Masashi Miyazawa؛ زادهٔ ۲۴ آوریل ۱۹۷۸) بازیکن فوتبال اهل ژاپن است.
از باشگاه‌هایی که در آن بازی کرده‌است می‌توان به باشگاه فوتبال توکیو اشاره کرد.